# Gutbrod Superior

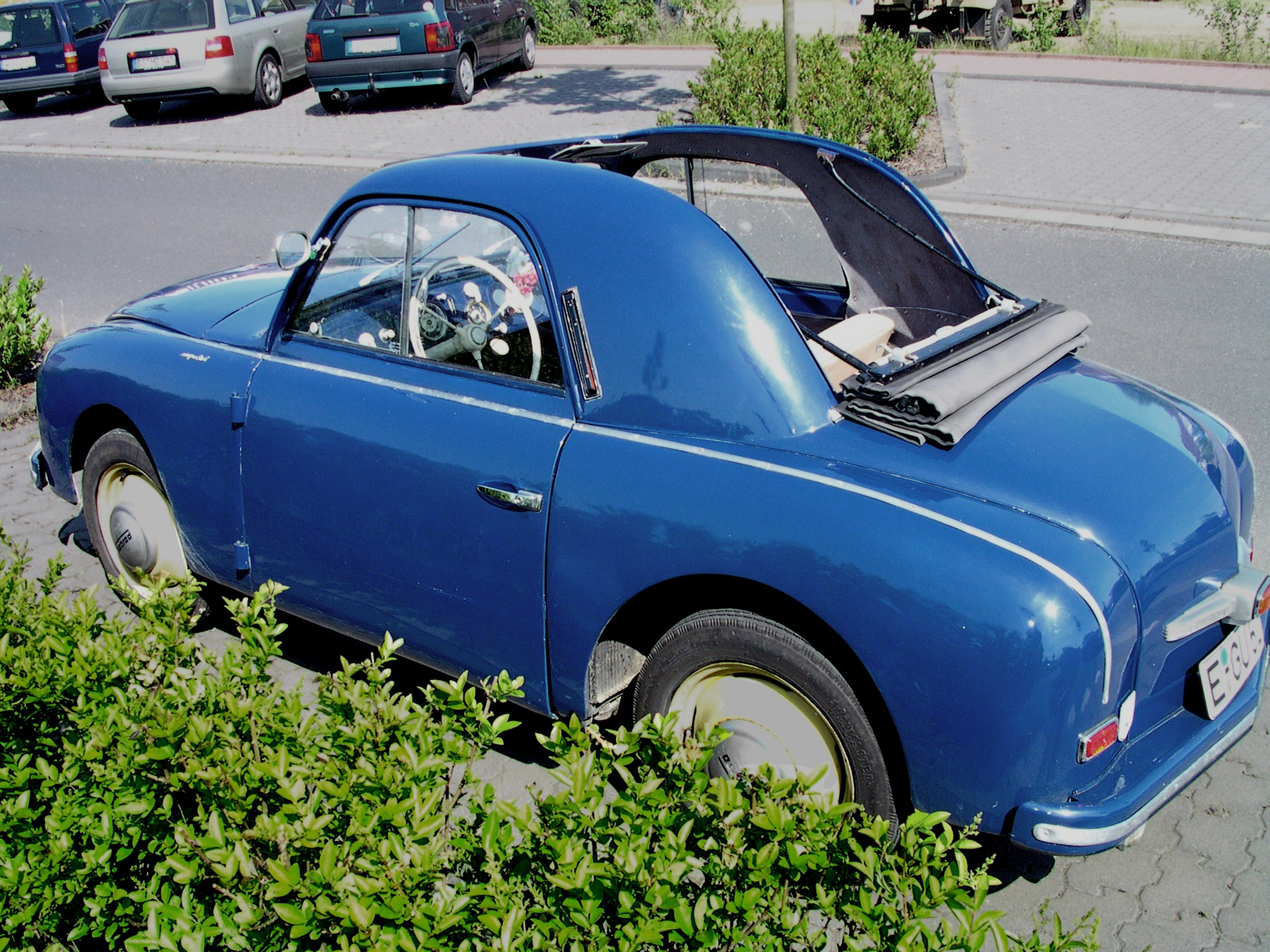
Gutbrod Superior Cabriolimousine

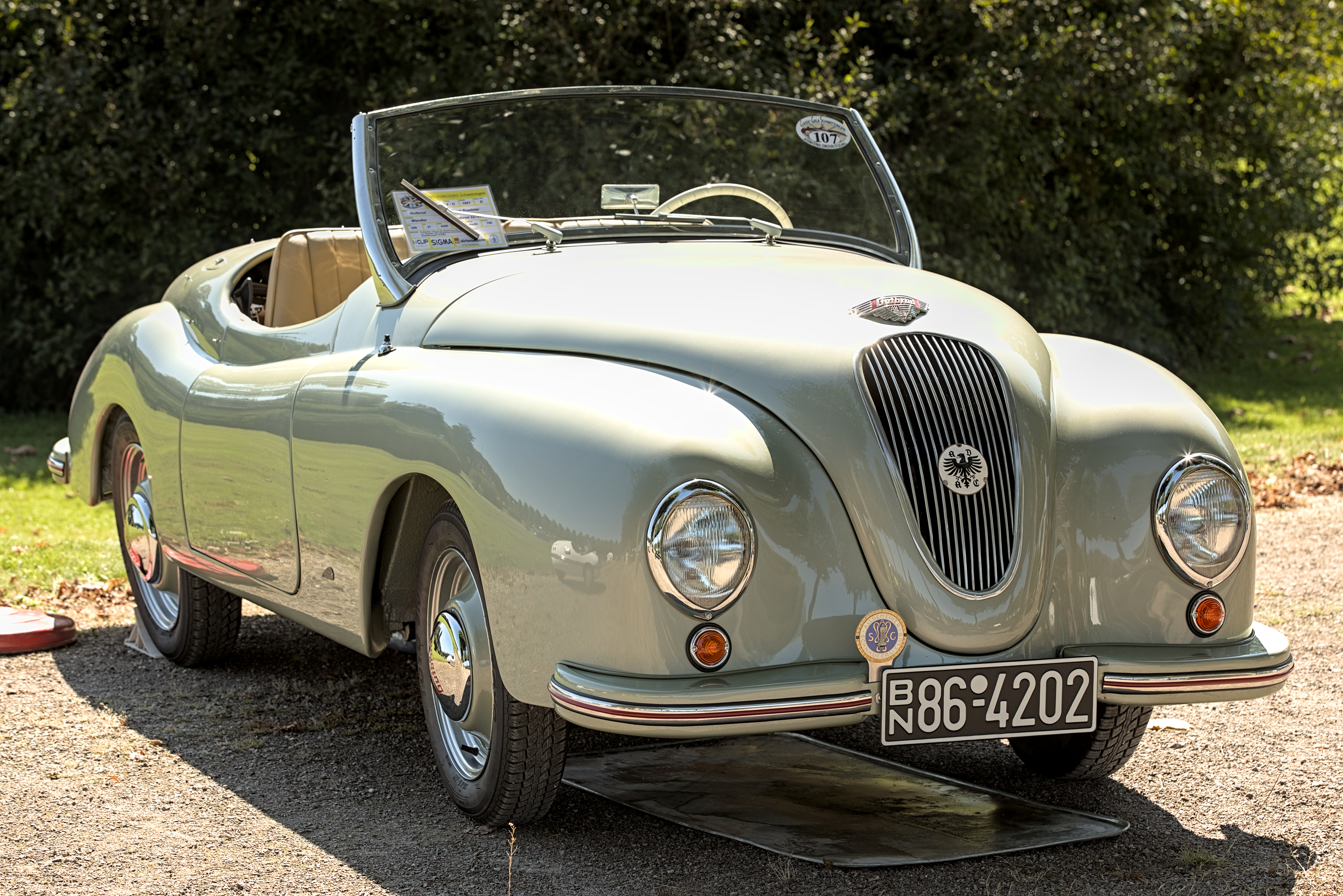
Gutbrod Superior Sport Roadster von Wendler (1951)

Der Gutbrod Superior ist ein Kleinwagen, den der deutsche Hersteller Gutbrod von 1950 bis 1954 baute. Insgesamt entstanden in knapp vier Jahren 6860 Cabriolimousinen und 866 Kombis.

## Geschichte
Im November 1949 entstand in Plochingen eine Vorserie der Cabriolimousine Superior 600 und im Juli 1950 begann die Serienfertigung im Werk Calw. Das Standardmodell wurde bis April 1954 angeboten, während ein auf der Frankfurter Frühjahrsmesse 1950 ebenfalls vorgestelltes Cabriolet kein Interesse fand. Wenig erfolgreich war auch ein „Superior-Sport“, ein knapp 8000 DM teurer Roadster mit Wendler-Karosserie, von dem 1951/52 zwölf Stück gebaut wurden. Von einer für 1954 angekündigten viersitzigen Limousine entstanden nur noch zwei Prototypen. Im April 1954 musste die Fertigung der Gutbrod-Pkws wegen finanzieller Schwierigkeiten eingestellt werden. Das Werk Calw wurde zusammen mit dem Werk in Plochingen an Bauknecht verkauft.
Unter Leitung von Hans Scherenberg entwickelte Gutbrod zusammen mit Bosch zur gleichen Zeit wie Goliath eine mechanische Benzindirekteinspritzung. Beide Hersteller zeigten ihre Modelle mit Einspritzung 1951 auf der IAA in Frankfurt und gelten als weltweit erste Anbieter serienmäßig hergestellter Fahrzeuge mit Benzindirekteinspritzung. Die Produktion des Superior 700 E begann im September 1951.

## Technik

### Karosserie und Fahrwerk
Die Pontonkarosserie der kleinen Stufenheck-Cabriolimousine war auf einem vorn sich gabelnden Zentralrohrrahmen aufgebaut. Sie hatte zwei Sitzplätze und zwei zunächst hinten angeschlagene Türen. Ab 1951 waren die Türen vorne angeschlagen und der mit Teppichboden ausgeschlagene, in der ersten Ausführung nur von innen zugängliche Kofferraum bekam eine Klappe. 1952 wurde ein dreitüriger Kombi vorgestellt. Während die Karosseriewerke Weinsberg die Karosserien für die Cabriolimousinen herstellte, kam der Kombiaufbau von den Westfalia-Werken.
Die Räder waren einzeln aufgehängt, vorn an Doppelquerlenkern mit Schraubenfedern und Teleskopstoßdämpfern, hinten an einer Pendelachse, ebenfalls mit Schraubenfedern und Teleskopstoßdämpfern. Versuche mit vorderen querliegenden Blattfedern hatten zu keinem befriedigenden Ergebnis geführt. Die Trommelbremsen an allen vier Rädern wurden hydraulisch betätigt.

### Motor und Getriebe
Das Modell 600 hatte einen vorn längs eingebauten, wassergekühlten Zweizylinder-Zweitaktmotor mit 593 cm³ Hubraum (Bohrung × Hub = 71 mm × 75 mm) und einer Leistung von 20–22 PS (15–16 kW) bei 3250/min. Daneben gab es das Modell 600 Luxus  mit besserer Ausstattung. 1952 folgte der 700 Luxus mit 663-cm³-Motor (Bohrung × Hub = 75 mm × 75 mm) und einer Leistung von 26 PS (19 kW) bei 4300/min. Alternativ zu diesem Vergasermotor gab es einen Motor mit der noch ungewöhnlichen Benzindirekteinspritzung. Dieser Motor leistete 30 PS (22 kW) bei gleicher Drehzahl. Alle Modelle hatten eine Einscheiben-Trockenkupplung, ein nicht synchronisiertes Dreiganggetriebe und Frontantrieb. 1953 erhielten die Typen mit 700-cm³-Motor ein Getriebe mit synchronisiertem zweiten und dritten Gang.
Der 600 verbrauchte durchschnittlich 7,5 Liter Zweitaktgemisch pro 100 km und erreichte eine Höchstgeschwindigkeit von 100 km/h. Beim 700 Luxus lagen die Verbrauchswerte bei 7,5 Liter Zweitaktgemisch für die Vergaserversion und 7,0 Liter Benzin für die Einspritzversion mit Getrenntschmierung. Die Cabriolimousinen des 700 Luxus liefen maximal 110 km/h schnell als Vergaserversion und maximal 115 km/h schnell mit Einspritzanlage. Die Kombis erreichten 100 km/h bzw. 105 km/h.

## Produktionszahlen Gutbrod Superior
Gesamtproduktion 7.726 Fahrzeuge von 1950 bis 1954
| Jahr | 1950 | 1951  | 1952  | 1953  | 1954 | Summe |
| ---- | ---- | ----- | ----- | ----- | ---- | ----- |
|      | 560  | 3.135 | 2.552 | 1.424 | 55   | 7.726 |

## Motorsport
Zur Popularität des Gutbrod Superior trug der Motorsport bei, in dem der Wagen insbesondere in Langstreckenwettbewerben erfolgreich war. Unter anderem starteten zwei dieser kleinen Seriensportwagen 1953 beim ersten ADAC-1000-km-Rennen auf dem Nürburgring in einem Feld von 51 meist wesentlich leistungsstärkeren Wagen. Beide hielten durch und belegten zwar als Letzte mit 37 von 44 Runden und 843,6 gefahrenen Kilometern in 10:34:23 bzw. 10:35:23 Stunden die Plätze 26 und 27, bewiesen aber ihre Zuverlässigkeit. Die Durchschnittsgeschwindigkeit betrug 79,8 bzw. 79,7 km/h. Bei der für Wagen 48-stündigen Winterfahrt nach Oberstdorf 1954 erzielten Wolfgang Gutbrod/Dr. Heinz Schwind mit ihrem Superior die zweitbeste Leistung aller Kategorien und erhielten den ADAC-Silberbecher und eine Goldmedaille.

## Mitbewerber
- Champion 400, später Champion 400 H